# 石本拓巳
石本 拓巳（いしもと たくみ、2001年5月8日 - ）は、ジャパンラグビーリーグワン日野レッドドルフィンズに所属するラグビー選手。

## プロフィール
- ポジションはウィング(WTB)、フルバック(FB)[1]。
- 身長 179 cm、体重 82 kg

## 略歴
2020年、日体大荏原高校卒業後、東洋大学に加入。
2024年、アーリーエントリーで日野レッドドルフィンズに加入。
2025年3月29日に行われたJAPAN RUGBY LEAGUE ONE第10節花園ライナーズ戦に途中出場でリーグワン公式戦初出場を果たした。